# 凡城圍城戰
凡城圍城戰（土耳其語：Van Kuşatması），是奥斯曼-波斯战争期间在凡城（今土耳其）爆发的一场围城战。
为了彻底消除在奥斯曼帝国东部的波斯沙阿塔赫玛斯普一世的威胁，苏莱曼一世于1548年3月29日开始了第二次向东征讨，先于7月27日攻陷了大不里士，然后在5天后又包围了这座城。后来埃尔祖鲁姆省总督乌拉玛帕夏接管了围城，并于8月25日攻下此城。

## 细节
在土耳其军队中隨行提供軍事军事建议的法國大使加布里埃爾·德·呂茲在本战中给苏莱曼提供了一些帮助，他为大炮的置放地点提供了意见。